# La nocturna (telenovela argentina)
La nocturna fue una telenovela argentina emitida por Canal 13 que contaba la historia de una escuela nocturna, concurrida por gente adulta que por diferentes razones ha tenido que saltarse el secundario en su adolescencia.
Fue escrita por Quique Estévanez y Marcela Citterio.
Contaba con las participaciones de Víctor Laplace, Silvia Kutika, Gloria Carrá, Jean Pierre Noher, Daniel Fanego, Martín Karpan, Marta González, Florencia Peña, Beatriz Spelzini, Juan Gil Navarro y Karina Dalí.